# Mapandan
Mapandan (Bayan ng Mapandan) är en kommun i Filippinerna. Kommunen ligger på ön Luzon, och tillhör provinsen Pangasinan. Folkmängden uppgår till 30 775 invånare.

## Barangayer
Mapandan är indelat i 15 barangayer.

## Bildgalleri

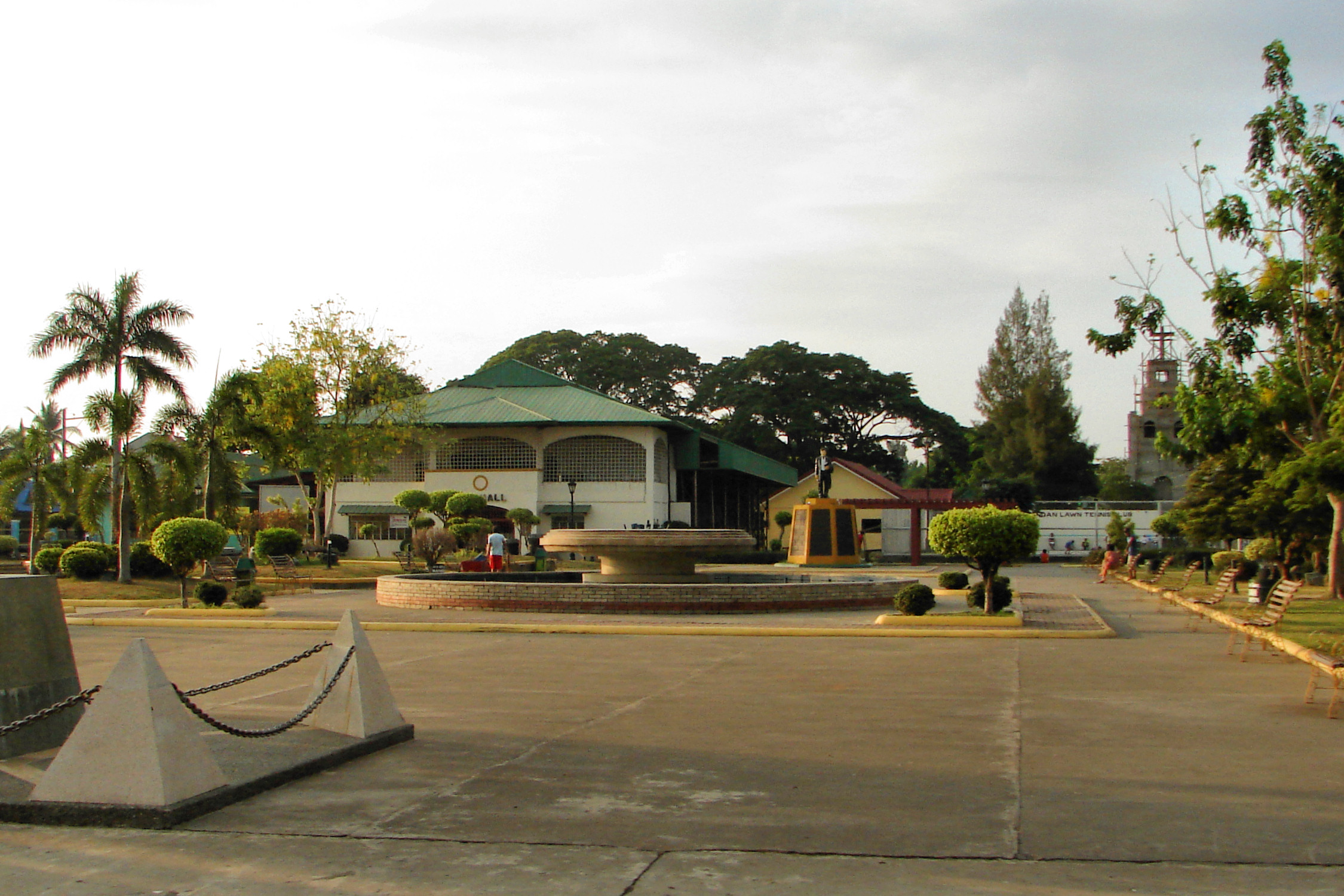
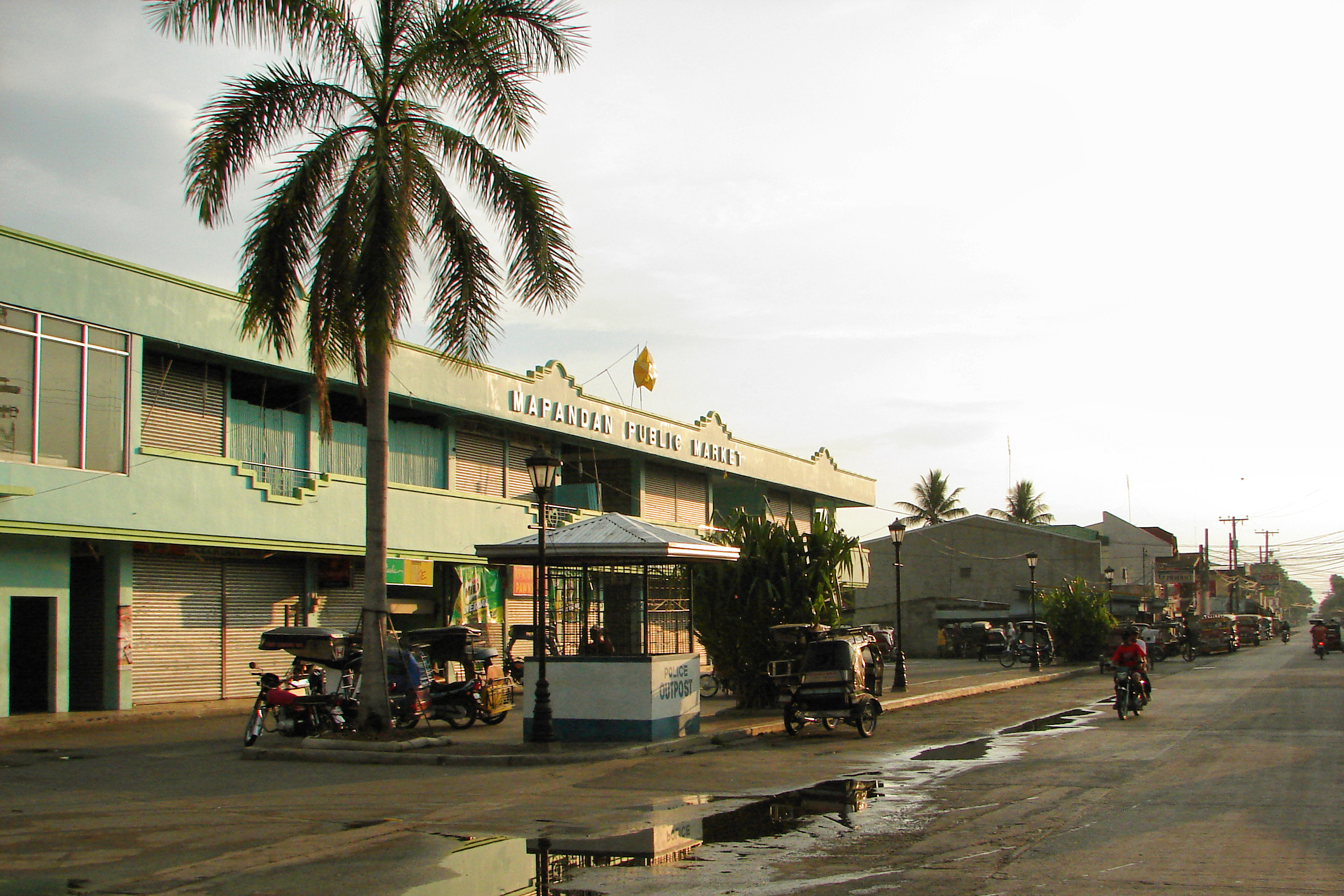